# كلية حوارة
كلية حوارة هي كلية مجتمع حكومية أردنية سابقة، تقع في بلدة حوارة في محافظة إربد شمال البلاد. تأسست سنة 1956 لتكون واحدة من أقدم كليات المملكة الأردنية الهاشمية. استمر التدريس فيها حتى عام 1993 حيث توقف بقرار من الحكومة الأردنية، ليتحول مبناها لمقر كلية للتمريض بالرغم من الاعتراض الشعبي على ذلك.

## تاريخ
كانت بداية الكلية عندما تم تأسيس مركز تعليمي في قرية حوارة شمال شرق  مدينة إربد في بداية خمسينيات القرن الماضي، أدى نجاح هذا المركز  إلى تأسيس دار معلمين ريفية فيه عام 1956، حيث احتضنها المركزووسع عمله ليشمل تأهيل الخريجين للعمل في ميدان الخدمة الاجتماعية في القرى ،ومعلمين في المدارس الابتدائية. وفي مطلع العام الدراسي 1961 انتقلت الدار إلى منشآت جديدة بنيت بتمويل مؤسسة فورد الأمريكية، مع مساهمة الأهالي في توفير الأرض التي تم البناء عليها. وفي مطلع عام 1963 توحدت المناهج في جميع دور المعلمين الريفية وغير الريفية في الأردن وتوحد اسمها، وأصبحت الدار تُعرف باسم دار المعلمين - حوارة، كما أصبحت في مطلع العام الدراسي 1964 تُعرف باسم معهد المعلمين - حوارة، وبقي يُمارس دوره الأكاديمي لخريجيّ الشهادة الثانوية لأبناء الأردن والضفة الغربية حتى حلت حرب 1967. وفي مطلع العام الدراسي 1968، أصبح هذا المعهد يختص بوظيفة أخرى، حين انتقل إليه مركز التأهيل من معهد المعلمين في عمان، وهي تأهيل المعلمين الموجودين في المدارس.
لقد قامت وزارة التربية والتعليم في عام 1985 بتغيير مسمى معاهد المعلمين، وأطلقت عليها اسم «كليات المجتمع». وبذلك أصبح معهد معلمي حوارة يُسمى كلية حوارة، حتى تم إلغاؤها عام 1993 بقرار من الحكومة الأردنية، كما تم دمج باقي كليات المجتمع في المملكة بجامعة البلقاء التطبيقية.

## الوضع الحالي
يتم حاليًا استخدام مباني الكلية لصالح كلية نسيبة المازنية للقبالة والتمريض.

## أبرز خريجيها
- شاهر النسور.
- عبد الكريم محمد الشطناوي.

## وصلات خارجية
- نبذة عن تاريخ كلية حوارة